# Szánkó a 2002. évi téli olimpiai játékokon
A 2002. évi téli olimpiai játékokon a szánkó versenyszámait  Salt Lake Cityben rendezték meg február 10. és 14. között.
A férfiaknak 2 versenyszámban, a nőknek 1 versenyszámban osztottak érmeket.

## Éremtáblázat
(A rendező nemzet csapata eltérő háttérszínnel, az egyes számoszlopok legmagasabb értéke, vagy értékei vastagítással kiemelve.)
| A 2002. évi téli olimpiai játékok éremtáblázata szánkóban | A 2002. évi téli olimpiai játékok éremtáblázata szánkóban | A 2002. évi téli olimpiai játékok éremtáblázata szánkóban | A 2002. évi téli olimpiai játékok éremtáblázata szánkóban | A 2002. évi téli olimpiai játékok éremtáblázata szánkóban | Olimpia  |
| --------------------------------------------------------- | --------------------------------------------------------- | --------------------------------------------------------- | --------------------------------------------------------- | --------------------------------------------------------- | -------- |
|                                                           | Ország                                                    | Arany                                                     | Ezüst                                                     | Bronz                                                     | Összesen |
| 1.                                                        | Németország (GER)                                         | 2                                                         | 2                                                         | 1                                                         | 5        |
| 2.                                                        | Olaszország (ITA)                                         | 1                                                         | 0                                                         | 0                                                         | 1        |
|                                                           |                                                           |                                                           |                                                           |                                                           |          |
| 3.                                                        | Egyesült Államok (USA)                                    | 0                                                         | 1                                                         | 1                                                         | 2        |
|                                                           |                                                           |                                                           |                                                           |                                                           |          |
| 4.                                                        | Ausztria (AUT)                                            | 0                                                         | 0                                                         | 1                                                         | 1        |
|                                                           |                                                           |                                                           |                                                           |                                                           |          |
| Összesen                                                  | Összesen                                                  | 3                                                         | 3                                                         | 3                                                         | 9        |

## Érmesek
| A 2002. évi téli olimpiai játékok érmesei szánkóban |                                                      |          |                                                        |          |                                                   |          |
| Versenyszám                                         | Arany                                                | Arany    | Ezüst                                                  | Ezüst    | Bronz                                             | Bronz    |
| Férfi egyes                                         | Armin Zöggeler · Olaszország (ITA)                   | 2:57,941 | Georg Hackl · Németország (GER)                        | 2:58,270 | Markus Prock · Németország (GER)                  | 2:58,283 |
| Női egyes                                           | Sylke Otto · Németország (GER)                       | 2:52,464 | Barbara Niedernhuber · Németország (GER)               | 2:52,785 | Silke Kraushaar · Németország (GER)               | 2:52,865 |
| Kettes                                              | Németország (GER) · Alexander Resch · Patric Leitner | 1:26,082 | Egyesült Államok (USA) · Brian Martin · Mark Grimmette | 1:26,216 | Egyesült Államok (USA) · Chris Thorpe · Clay Ives | 1:26,220 |